# 中華民國與世界衛生組織關係
本條目介紹中華民國與世界衛生組織（WHO）的關係與互動。从1948年世界衛生組織成立到1971年中华民国退出联合国期间，中華民國是世界衛生組織的成员国。2009年到2016年期间，中華民國以“中华台北”的名义成为世界衛生組織的观察员。2017年5月後，受到中華人民共和國政府阻撓，中華民國不能再以觀察員身份參加世衛組織會議。

## 历史
中華民國是聯合國于1945年成立时的創始會員國，當時中華民國與巴西共同提案召開國際衛生會議以便成立全主管世界衛生事務機構，1946年國際衛生會議順利召開，並通過「世界衛生組織」憲章:434，1948年世界卫生组织成立，为聯合國专门机构之一，中華民國就是其成员国。1949年，在第二次國共內戰中获胜的中国共产党在北京成立中华人民共和国，并实际统治中国大陆地区；中華民國政府则迁至台湾并實際統治臺澎金馬地區至今。1971年，中华人民共和国取得在聯合國的中國代表權，中華民國政府被迫退出联合国以及包括世界衛生組織在内的聯合國下属机构，失去與世界衛生組織相互間的官方聯繫。1972年第25届世界卫生大会（WHA）決議中華人民共和國正式取代中華民國在世界衛生組織的席位。
自1997年起，中華民國每年都嘗試以不同名義（如以中華民國正式國名，或改以台灣、中華台北等折衷名稱）重新參與世界衛生組織以及世界衛生大會，但均遭到WHO秘书处的拒绝。馬英九政府上臺後，两岸关系大幅改善。2009年，WHO同意中華民國政府以觀察員身分参加世界卫生大会，同年5月行政院衛生署署長葉金川以「中華台北」的名義接受世界衛生大會的邀請。2017年5月，因蔡英文政府上台後兩岸關係惡化，使臺灣首次未能取得觀察員邀請函，最後經外交管道折衝，取得10張旁聽證。另外，2009年H1N1流感大流行在世界衛生組織的疫情通報網頁上，中華民國的病人列於「中華台北」項下，與2003年SARS期間中華民國的病人列入中國疫情不同。

### 2003年
2003年隨著SARS疫情爆發，臺灣也成為疫區，卻因無法參與世界衛生組織（WHO），被國際排擠在外，無法接收最新防疫報告與防疫政策建議，因此臺灣決定申請加入WHO。中国大陆方面认为台湾参与WHO是“于法不符，于理不容，于情不合”，WHO是只有主权国家才能参与的组织台湾无权参加，但是如果台湾方面需要WHO提供技术援助，中国中央政府会予以积极考虑。
時任總統陳水扁、副總統呂秀蓮與總統府副秘書長吳釗燮等更痛批中華人民共和國政府在國際施壓，抗拒中華民國加入WHO，并指中共说法「真是無恥的謊言」，並強調「台灣要遏止疫情的蔓延必須靠自己，不可能倚賴對岸的中共」。
2003年4月，美國疾病控制與預防中心則派員前往台灣觀摩學習，並提供協助，以了解有效方法協助其他世界衛生組織成員國控制疫情。《自然》2003年4月17日時，由David Cyranoski撰寫新聞《對抗SARS的戰爭，台灣被孤立在外》（Taiwan left isolated in fight against SARS）

### 2009年
自2009年開始，世界衛生大會根据《聯合國大會2758號決議》及《世界衛生大會第25.1號決議》，以北京政府和台北政府通过协商谈判务实解决的办法，由總幹事邀请馬英九政府以中華台北為正式名稱，台湾取得觀察員身份参加世界衛生大會，但過程有台灣僑生黃海寧到現場抗議，指責時任衛生福利部部長的葉金川以中華臺北名義參加是“親中賣台”，蔡英文也称：“台灣不能為了參加世界衛生會議，犧牲主權。”2009年的邀請函並未提及一中原則，然而2016年世界衛生組織（WHO）發給台灣新上任蔡英文政府的邀請函中首度加上聯合國2758號決議文，以「一個中國」的原則讓台灣用「中華台北」名義與會；同年5月23日，衛福部部長林奏延在世界衛生大會（WHA）致詞時自稱「中華台北」，未如過去馬政府7次出席時皆有提到「台灣」，時任行政院長林全表示：“衛福部長林奏延以中華臺北名稱演說，雖不滿意，但勉強可以接受。”

### 2016年
2016年5月，台湾获得资格参加世界卫生大会，此時正值中國國民黨與民主進步黨於5月20日的政權交接前；5月25日，衛福部長林奏延上台用英语发言，全程以“中华台北”自称。總統兼民主进步党主席蔡英文表示，“台湾没有在称谓上被矮化”；中国国民党主席洪秀柱则批评蔡英文执政和在野时，对官员要求存在双重标准。

### 2017年
2017年5月，北京政府因臺灣政府不承認九二共識，在會上反對台灣參會提案。中華民國未能獲得該屆世界衛生大會邀請函，另經其他管道派員進入大會旁聽。對此，蔡英文總統表示不應該因為政治排除台灣參加衛生大會。
在世界衛生大會的總務委員會上，支持台灣與會的史瓦濟蘭、索羅門與反對台灣與會的中華人民共和國、古巴進行二對二發言，最終總務委員會建議不納入大會議程。大會期間，18國發言傾向支持台灣與會；會中支持台灣與會的聖文森、帛琉與反對台灣與會的中華人民共和國、古巴進行二對二發言，大會主席維羅妮卡·斯科沃爾佐娃（俄羅斯衛生部長）裁示依總務委員會建議此案不納入大會議程，逕付大會鼓掌通過。
台灣代表團在場外和其他國家舉辦了59場雙邊會談。

### 2018年
2018年5月，僅有立法委員、監察委員和民間團體代表進入大會旁聽。根據自由時報報導，世界衛生組織回覆法新社詢問時指出未邀請台灣參加世界衛生大會是因為過往「兩岸間的諒解」已不存在，若是兩岸再度就參與達成諒解將有助與會。
在世界衛生大會的總務委員會上，支持台灣與會的史瓦帝尼、索羅門群島與反對台灣與會的中華人民共和國、古巴進行二對二發言，最終總務委員會建議不納入大會議程。大會期間，23國及馬爾他騎士團發言傾向支持台灣與會；會中支持台灣與會的聖文森、馬紹爾與反對台灣與會的中華人民共和國、巴基斯坦進行二對二發言，大會主席大衛·帕里雷尼亞圖瓦（辛巴威衛生部長）裁示依總務委員會建議此案不納入大會議程。
台灣代表團在場外和其他國家舉辦了60場雙邊會談。

### 2019年
2019年5月，14個中華民國邦交國致函提案將「邀請台灣作為觀察員參加世界衛生大會」列入議程，而美國、日本、歐盟、英國、德國、澳洲、義大利、立陶宛、加拿大、法國、祕魯等國的官方機構亦表態支持台灣與會；該年合計共有34國、地區或國際組織透過各種管道支持台灣與會，相較往年有所增加。
在世界衛生大會的總務委員會上，支持台灣與會的史瓦帝尼、宏都拉斯與反對台灣與會的中華人民共和國、古巴進行二對二發言，最終總務委員會建議不納入大會議程。大會期間，23國發言傾向支持台灣與會；會中支持台灣與會的聖文森、馬紹爾與反對台灣與會的中華人民共和國、巴基斯坦進行二對二發言，大會主席邦孔·西哈馮（寮國衛生部長）裁示依總務委員會建議此案不納入大會議程。
台灣代表團在場外和其他國家舉辦了71場雙邊會談。
12月31日，台灣去函給中國大陸以及世界衛生組織，表示根據台灣蒐集到的情報，得知在武漢出現呼吸道疫情，除了請教相關疫情資訊，也表達出擔心有人傳人的可能。世界衛生組織對此表示「收到了」後沒有再作進一步回覆。同日，中華民國衛生福利部疾病管制署和世界衛生組織國際衛生條例（IHR）窗口和中國大陸當局聯繫，希望能夠幫忙查證並確認相關疫情。此外，中華民國外交部也請駐日內瓦辦事處跟世界衛生組織秘書處聯繫，希望他們能夠注意相關疫情，世界衛生組織秘書處回應表示「知道了！會轉給專家處理」，後來後續的處理沒有公布在內部網站。而台灣衛生福利部疾病管制署分享的訊息，亦並未被上載到IHR內部網站的一個提供所有國家共享流行病及因應作為資訊的平台。中華民國（台灣）政府于2020年4月11日公開這封與世衛組織的電文，台灣方面表示已強烈暗示人傳人可能，其中提到非典型肺炎特性且病患皆採用隔離治療，只要把訊息清楚地告訴世界，它處理的態度如何，一切就很清楚了，各方對於此點持不同意見。美國總統川普也在推特上引述這個事件，譴責世界衛生組織「為何世界衛生組織忽視台灣在12月底提及病毒可能人傳人的示警電郵？為何世衛多次談冠狀病毒資訊不是不精準就是誤導？」

### 2020年
中華民國政府於2020年1月21日確認台灣出現首位2019冠状病毒病患者，世界衛生組織於1月22日召開緊急會議商討此次疫情，會議並未邀請台灣，中華民國成為唯一有移入個案而未獲邀請者。中央流行疫情指揮中心表示遺憾，指會透過與台灣友好的專家取得資料。中華民國總統蔡英文召開國家安全會議，會後與同時是流行病學家的副總統陳建仁接受媒體訪問，呼籲中華人民共和國政府公開疫情資料及要求加入世界衛生組織，指世衛不應排除台灣對抗疫情。
中華人民共和國外交部回应稱，1月13日至14日已邀请台湾专家到武汉进行实地考察。外交部发言人耿爽指，台灣能够及时获取世卫组织发布的全球突发公共卫生事件訊息，台湾发生的突发公共卫生事件信息也能够及时向世卫组织通报，有需要时世卫组织专家可赴台进行考察或提供援助，否认将台湾排除在世卫组织之外会影响台湾应对当前疫情。耿爽還表示：「没有人比中国中央政府更关心台湾同胞的健康福祉，台灣參與國際組織須在「一個中國」原則下安排，根據中方與世界衛生組織的達成的共識，台灣專家可以參加世界衛生組織的相關會議。」中華民國外交部发言人欧江安對此表示：「中国政府无权就台湾参与世卫组织提出任何矮化台湾地位的安排，只有台湾的民选政府能代表台湾2300万人民以及守护台湾人民的健康人权。」台北市長柯文哲受訪時也表示，既然耿爽這樣表態，那應趕快讓台灣進入世界衛生組織。
1月22日，《自由時報》報道，中華民國衛生福利部表示若中國大陸將台灣列入其病例數，將立即抗議。而對於有中國大陸傳媒將台灣病例以「台灣省」名義列入中華人民共和國病例數，中央流行疫情指揮中心認為中國大陸官方文件未列入，傳媒列入是無法限制，暫時不會抗議。
1月23日，中華民國外交部发言人欧江安表示：「中国外交部在武漢肺炎疫情急剧升高之际，不僅不积极向台湾分享疫情資訊，还以中央政府自居，进行政治操作，贬损台湾的国家主权及地位，中华民国台湾外交部对中国行径深表遗憾，并予以谴责。」
1月23日，針對世界卫生组织在新冠肺炎疫情报告中，将台湾通报的一个确诊病例，列在中国台湾（Taiwan, China）项下。中華民國外交部認為世界卫生组织配合北京政府蛮横无理要求，不专业，指示驻日内瓦办事处立即向世界卫生组织总干事谭德塞表达抗议，要求更改。美國疾病管制與預防中心原將台灣及中國大陸在疫情地圖上標示為同一顏色，中华民国外交部並表示向美方提出關切後已做出更改，並將台灣納入有確診病例的名單。
1月29日，加拿大總理賈斯汀·杜魯道在國會答詢時，首度明確支持台灣以觀察員身分參與世界衛生組織會議。杜魯道是新冠肺炎爆發後，公開支持台灣成為世界衛生組織觀察員的最高層級國際領袖。
1月30日，日本首相安倍晉三在參議院預算委員會上質詢時，日本維新會議員音喜多駿質詢，提到WHO將台灣排除在外，甚至在這次新冠肺炎的疫情研討上，也未邀請台灣專家與會，違背世界合作的概念。安倍晉三回答表示日本長期以來，考慮到國際保健的問題，都應當促進“那個地區”的加入。同日，歐盟對外事務部認為，面對新冠肺炎疫情爆發，台灣應被納入世界衛生組織。
2月2日，就意大利及越南因應肺炎疫情，禁止或一度禁止台灣航班入境問題，外交部召開記者會，認為有關決定是受世界衛生組織將台灣列入中國的影響，對台灣人不公平，促請世衛修改有關資訊。翌日，中華人民共和國代表團在世界衛生組織執委會上批評台灣發放不實訊息，找藉口指控中國大陸阻礙台灣參與世界衛生組織會議。
2月3日，聯合國世界衛生組織發布疫情資訊，錯誤將台灣確診案例提高到13人，但該日衛生福利部疾病管制署並未發布該消息，依然是1月31日10人確診的數字。
2月6日，中華民國外交部發言人歐江安批評世界衛生組織做法「荒謬」，疫情報告中不僅將台灣列入中國，還在數日內數次更改台灣稱呼，由「中國台灣」（Taiwan, China）改為「台北直轄市」（Taipei Municipality），再改為「台北」（Taipei），最後改為「台北及周圍地區」（Taipei and environs），指這些名字都不正確，「我們的名字叫做台灣，正式國名中華民國」，並表達嚴正抗議。中共中央台灣工作辦公室則發文批評「民進黨當局和台獨分裂勢力」利用疫情宣傳台灣參與世界衛生組織議題，「企圖利用疫情趁火打劫，拓展所謂國際空間」，指民進黨不承認「九二共識」令「中華台北」名義參加世界衛生大會政治基礎不再存在，並重申台灣參與世衛須在「一個中國」原則下解決，絕不允許「以疫謀獨」。中華民國大陸委員會其後反駁中共中央台辦說法是推卸責任、模糊焦點。
2月3日至2月8日在日內瓦舉行的世界衛生組織執行委員會會議期間，共有邦交國史瓦帝尼、巴拉圭、瓜地馬拉、海地、宏都拉斯、聖克里斯多福及尼維斯、諾魯及馬紹爾群島8國以及美國、日本、德國（代表歐盟發言）、英國、澳大利亞、紐西蘭與比利時表態不該排除臺灣參與世衛相關議題討論。
2月9日，世界衛生組織記者會上公共衛生緊急計畫執行主任說明下週2月11、12日400多位專家人士與會關於新型冠狀病毒肺炎的「全球研究及創新論壇」，高風險區的合作夥伴將以線上模式參與，包含臺灣以「臺北」的名義參與。
2月20日，《金融时报》援引台灣官員說法報導，台灣醫師從中國大陸同事處得知當地醫護人員身體不適，顯示病毒有人傳人跡象。3月24日，中央流行疫情指揮中心疫情監測組組長周志浩表示，“我們12月31日確實有寄送電子信函給對岸、世界衛生組織，是將我們所蒐集情報，在湖北武漢有個呼吸道疫情，也請教他們詳細情形怎樣，有無人傳人可能性，的確是有詢問這件事”。中華民國衛生福利部疾病管制署和世界衛生組織國際衛生條例（IHR）窗口和北京當局聯繫，希望能夠幫忙查證並確認相關疫情。此外，中華民國外交部也請駐日內瓦辦事處跟世界衛生組織秘書處聯繫，希望他們能夠注意相關疫情，世界衛生組織秘書處回應表示「知道了！會轉給專家處理」，後來後續的處理沒有公布在內部網站。而台灣衛生福利部疾病管制署分享的訊息，亦並未被上載到IHR內部網站的一個提供所有國家共享流行病及因應作為資訊的平台。
2月27日至3月12日間，台灣網路平台批踢踢實業坊出現大量攻擊世界衛生組織總幹事譚德塞的仇恨言論。台灣三立新聞網並於3月13日引用網友留言，以侮辱黑人的俚語Negro諧音「尼哥」稱呼譚德塞。
3月28日，香港電台英語節目《The Pulse》，記者唐若韞經Skype訪問世衛助理總幹事艾爾沃德（Bruce Aylward），當記者問及會否重新考慮台灣的世衛成員資格時，艾爾沃德未有即時回應，其後記者重覆問題時，對方指無必要，要求問下一個問題，並突然中斷對話，懷疑是艾爾沃德所為。記者之後再聯絡艾爾沃德，希望他評論台灣抗疫表現。惟艾爾沃德表示已經說過中國的情況，並指觀察中國不同的地區時，做得很不錯（when you look across all the different areas of China, they've actually done quite a good job）。翌日世衛發表新聞稿回應，稱台灣的會籍問題取決於組織成員國，而非組織僱員。
4月9日，世界衛生組織總幹事譚德塞於記者會上回應來自台灣的仇恨攻擊，表示並不在乎個人被霸凌，但不能忍受全體黑人被侮辱。
5月18日至19日，世界衛生大會以視訊方式舉行會議，23國傾向支持台灣與會。
11月9日至14日，世界衛生大會以視訊方式正式復會。在總務委員會上，支持臺灣與會的史瓦帝尼、諾魯與反對臺灣與會的古巴、巴基斯坦進行二對二發言，最終總務委員會建議不納入大會議程。大會期間，會中支持臺灣與會的馬紹爾、宏都拉斯與反對臺灣與會的古巴、巴基斯坦進行二對二發言，大會主席比約恩·英格·拉森（挪威衛生部常任副秘書長）裁示依總務委員會建議此案不納入大會議程。同時世界衛生組織在其臉書直播页面將有關台灣的中英文留言全部屏蔽。

### 2021年
2021年5月，七大工業國集團外長會議表明支持台灣參與世界衛生組織及世界衛生大會；美國國務卿布林肯呼籲世界衛生組織總幹事邀請台灣以觀察員身份參與世界衛生大會；同月法國參議院及4月捷克參議院皆在0票反對下通過支持台灣參與世界衛生大會的決議。
5月24日至6月1日，世界衛生大會以視訊方式舉行會議。在總務委員會上，支持臺灣與會的馬紹爾群島、聖克里斯多福與反對臺灣與會的古巴、巴基斯坦進行二對二發言，最終總務委員會建議不納入大會議程。大會期間，23國及馬爾他騎士團發言傾向支持台灣與會；會中支持臺灣與會的諾魯、史瓦帝尼與反對臺灣與會的古巴、巴基斯坦進行二對二發言，大會主席德欽旺姆（不丹衛生部長）裁示依總務委員會建議此案不納入大會議程。
8月6日，美国参议院以一致同意的方式，通过一项支持台湾参与世界卫生组织的法案。

### 2022年
2022年5月22日至28日，世界衛生大會在日内瓦召开，台湾再次未能获准以观察员身份参加此次会议。中華民國外交部表示，已有71个国家的行政机关、立法部门、跨国议会组织及逾3700名政要、议员等支持台湾参与世界卫生组织。中國外交部發言人表示，有近90个国家致函世卫组织反对台湾参加世卫大会。
在世界衛生大會的總務委員會上，支持臺灣與會的聖文森、貝里斯與反對臺灣與會的中華人民共和國、古巴進行二對二發言，最終總務委員會建議不納入大會議程。大會期間，23國及馬爾他騎士團發言傾向支持臺灣與會；會中支持臺灣與會的史瓦帝尼、吐瓦魯與反對臺灣與會的中華人民共和國、巴基斯坦進行二對二發言，大會主席艾哈邁德·羅布勒·阿卜杜勒 （Ahmed Robleh Abdilleh，吉布地衛生部長）裁示依總務委員會建議此案不納入大會議程。

### 2023年

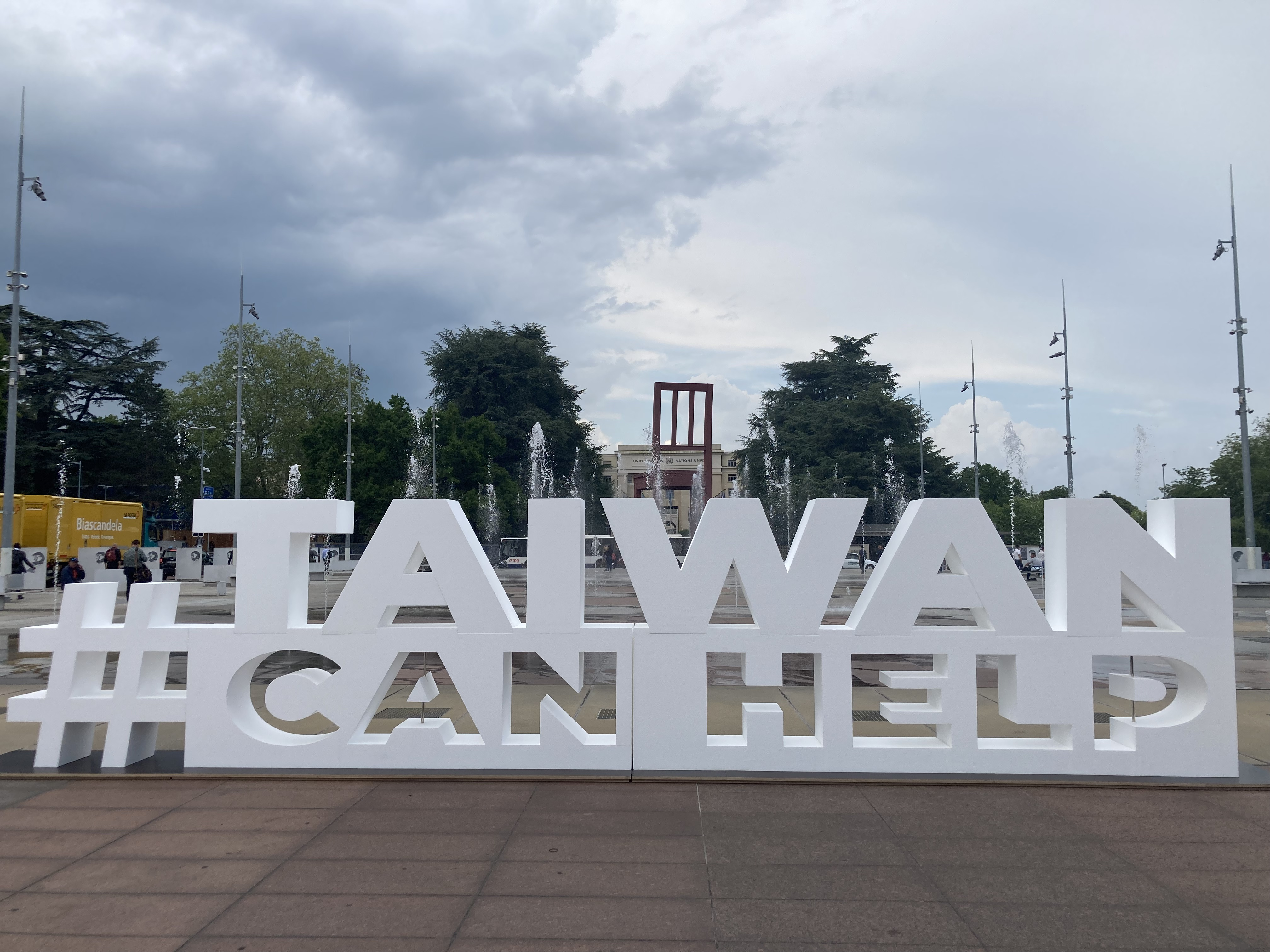
2023年世界衛生大會期間，於日內瓦萬國宮前展示的「#TaiwanCanHelp」裝置藝術

2023年5月，世界卫生大会并未邀请台湾参加5月21日至30日举行的第76屆世卫大会。WHO時任秘書長譚德塞出席健走活動時，首次巧遇臺灣民間團體台灣聯合國協進會WHO宣達團，宣達團成員史書華、杜承哲等人當面向譚德賽表達應邀請台灣成為觀察員，新北市議員陳乃瑜順勢將寫有Taiwan字樣的黑熊布偶送給譚德賽，希望他能記得台灣人民的心聲。譚德賽僅回應要加入WHO需要會員國的同意
。
在世界衛生大會的總務委員會上，支持臺灣與會的貝里斯、諾魯與反對臺灣與會的中華人民共和國、古巴進行二對二發言，最終總務委員會建議不納入大會議程。大會期間，25國發言傾向支持臺灣與會；會中支持臺灣與會的史瓦帝尼、馬紹爾與反對臺灣與會的中華人民共和國、巴基斯坦進行二對二發言，大會主席克里斯·費恩（馬耳他副總理兼衛生部長）裁示依總務委員會建議此案不納入大會議程。

### 2024年
2024年5月，世界卫生大会并未邀请台湾参加5月27日至6月1日举行的第77屆世卫大会。WHO時任秘書長譚德塞出席健走活動時，再次巧遇台灣聯合國協進會WHO宣達團，新北市議員陳乃瑜今年再次送出一隻代表台灣的黑熊布偶，譚德賽雖公開認同台灣對世界的貢獻，但依然強調加入WHO需要會員國的同意。
在世界衛生大會的總務委員會上，支持臺灣與會的馬紹爾群島、聖露西亞與反對臺灣與會的中華人民共和國、古巴進行二對二發言，最終總務委員會建議不納入大會議程。大會期間，25國發言傾向支持臺灣與會；會中支持臺灣與會的貝里斯、聖文森與反對臺灣與會的中華人民共和國、巴基斯坦進行二對二發言，大會主席埃德溫·戈拉唐尼·迪科洛蒂（波札那衛生部長）裁示依總務委員會建議此案不納入大會議程。

### 2025年
第78屆世界衛生大會舉行期間，世界衛生組織成員國拒絕邀請台灣參加年度大會。
在世界衛生大會的總務委員會上，支持臺灣與會的吐瓦魯、史瓦帝尼與反對臺灣與會的中方代表進行二對二發言，最終總務委員會建議不納入大會議程。大會期間，26國發言傾向支持臺灣與會；會中支持臺灣與會的貝里斯、聖文森與反對臺灣與會的中華人民共和國、巴基斯坦進行二對二發言，大會主席泰德·赫博薩（菲律賓衛生部長）裁示依總務委員會建議此案不納入大會議程。

## 中华民国政府立場

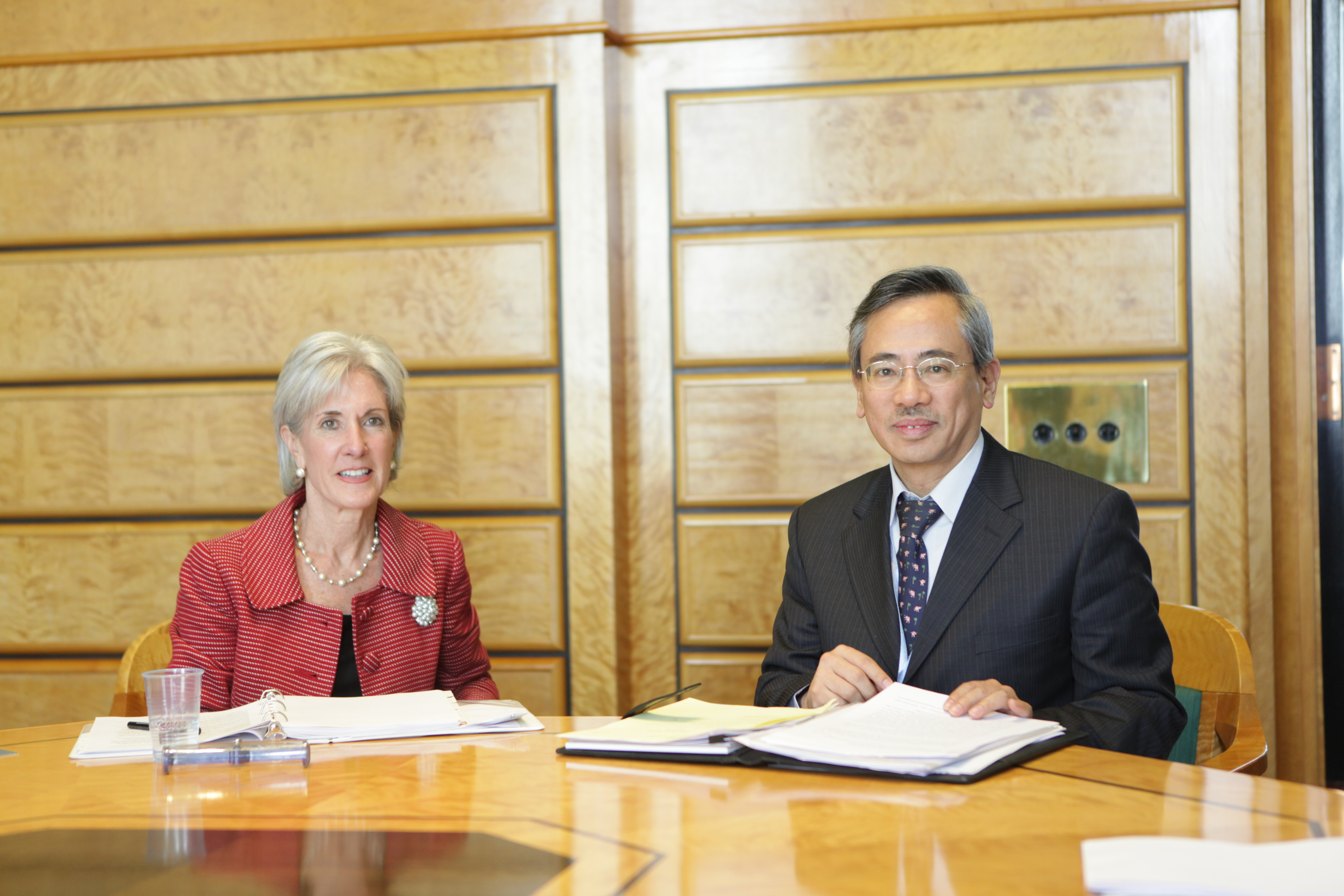
中華民國衛生福利部部長邱文達在世衛大會會晤美國衛生及公共服務部部長凱瑟琳·西貝利厄斯

- 中華民國政府主張臺灣有自己的公共衛生及邊防檢疫系統，且完全獨立於中國大陸的對應體系之外，因此是自主的個別衛生實體。中國大陸的各種衛生措施無法在中華民國執行，而中華民國的執行也不須獲得中國大陸的同意，因此政府認為北京當局無權在世界衛生組織中宣稱可代替中華民國履行防疫的義務及發言。
- 中華民國認為疾病並無國界之分，認為北京當局施壓等政治理由否决中華民國加入世界衛生組織是不公平的。
- 中華民國認為臺灣之公共衛生條件及醫療品質勝過中國大陸，自由民主的政治體制更是受監督之政策執行所不可或缺的，北京當局宣稱其可照顧台灣人民根本違反事實。北京當局經常以台灣是「中華人民共和國臺灣省或所謂中國台灣省」，無理地要求世界衛生組織官員邀請中華民國官方代表或訪問中華民國必須經過北京當局同意。而中華民國記者由於持有中華民國護照，在申請採訪世界衛生組織會議時，經常被指非會員國而被排除在外，且中華民國之醫學研究成果常被誤為中國大陸的醫學成果，造成許多困擾。

### 李登輝政府
- 1997年中華民國以「中華民國」名義申請加入世界衛生組織的「觀察員」席次，但未成功。

### 陳水扁政府
- 2002年末爆發SARS事件，由於中華民國無法在第一時間掌握疫情資料，導致SARS在臺灣蔓延，中華民國政府痛批北京政府延誤疫情通報時間，並無視臺灣人民的衛生與健康，且在SARS防疫地圖上因為北京政府主張台灣為中華人民共和國一省，導致中國大陸及香港發生SARS時，當時沒有SARS個案的中華民國錯誤地一併被列入疫區，影響其他國家來中華民國觀光、貿易洽談、教育文化和交流等，同時使中華民國對外人員交流被誤會為來自疫區。
- 2003年，中華民國以「臺灣衛生當局」名義申請加入世界衛生組織的「觀察員」席次，但未成功。世界衛生大會期間，旁聽席上的立法委員李明憲聽到中國代表吳儀侈言照顧臺灣人民時憤怒高喊抗議後被警衛架出場外。李明憲認為，臺灣醫療技術遠勝中國，中國憑什麼聲稱要照顧台灣。[121][122]
- 2004年，中華民國再度以「台灣衛生當局」名義申請加入世界衛生組織的「觀察員」席次，未成功，但美國及日本首度公開投票支持。
- 2005年，世界衛生組織秘書處與北京當局簽訂秘密的所謂「秘密備忘錄」，要求通知中華民國時必須要先通知北京當局。
- 2007年，中華民國以「台灣」名義申請加入世界衛生組織的「會員國」席次，但未成功。
- 2007年，世衛為防止國際間疾病散播，實施《國際衛生條例》(IHR)，中華民國表達加入意願但未獲正面響應。

### 馬英九政府
- 2008年11月，連戰（中華民國前副總統、中國國民黨前主席）代表總統馬英九出席在秘魯首都利馬的亞太經合會，而中共中央總書記胡錦濤也出席。他向胡錦濤表達中華民國應該加入世衛組織。
- 2009年1月13日，中華民國衛生署接獲世衛來函，以「台北聯絡點」（contact point in Taipei）的名義加入《國際衛生條例》（IHR），在被納入這個全球防疫體系後，中華民國一旦發生重大公衛事件或疫情，可直接與世衛組織聯繫，中華民國代表也可以出席世衛組織的緊急防治會議。
- 2009年2月5日，中華民國外交部證實，北京當局於西元2005年與WHO秘書處簽訂的「秘密備忘錄」（MOU），迄今並未廢止。
- 2009年4月2日，立法院長王金平在台北外籍記者聯誼會發表演說籲大陸當局回應中華民國加入世衛要求，王說大陸當局若能瞭解臺灣人民心聲並作出善意回應，必然會對兩岸關係產生正面影響。
- 2009年4月28日，世界衛生組織幹事長陳馮富珍女士致函中華民國衛生署署長葉金川博士以「中華台北」的名義及「觀察員」的身分，出席5月18日至27日在日內瓦召開的第62屆「世界衛生大會」。中華民國是世衛大會第七個觀察員。
- 2009年5月18日，葉金川參與世界衛生大會，在宴請友邦會場遭到民進黨青年軍黃海寧等留學生批評以中華臺北名義與會是喪權辱國。民進黨賴清德等眾立委要求葉金川下台負責[123]。
- 2009年5月19日，立法院長王金平認為，以「中華台北」名義參加國際組織，可能是不得不的選擇，大家應互相體諒思考。
- 2010年5月5日，民進黨中常會邀請前外交部次長高英茂，就政府參與WHA的模式提出專案報告，會後黨主席蔡英文認為，中華民國加入亞銀、奧會、APEC（亞太經合會）、WTO（世界貿易組織）等重要國際組織談判時，在名稱或許不盡人意，但主權地位能確保，而中華民國以「Chinese Taipei」觀察員身分參與WHA，但近1年來中華民國參與世界衛生組織相關會議的次數遠低於往年，這個觀察員的位階不是主權實體，而是等同於附屬中國的非政府組織（NGO）。中華民國外交部發言人陳銘政表示，中華民國是透過世界衛生組織幹事長陳馮富珍發出邀請函，以「中華台北」名義的觀察員身分參加世界衛生大會，在文件中以「Minister」官銜稱呼時任衛生署長的葉金川，葉金川代表中華民國在世界衛生大會發言，是為主權的象徵。
- 2010年9月14日，世界衛生組織對所有會員發出「世衛條例對中國台灣省之執行作業準則」正式信函，嚴正聲明台灣是「中國的一省」，此事於2011年5月9日由民進黨立委管碧玲披露此一密件全文，並大力抨擊馬政府。外交部次長沈呂巡隨後反擊民進黨陳水扁政府於2005年起就以中國臺灣（TAIWAN，CHINA）的名義參與世衛技術會議十八次。[124][125]。
- 2011年5月16日，出席第64屆世界衛生大會的代表團團長行政院衛生署署長邱文達向WHO幹事長代表表達中華民國對WHO內部規範與臺灣互動之文件貶抑中華民國國格的強烈不滿，並提交正式書面抗議。甘比亞衛生部長、諾魯衛生部長、尼加拉瓜駐日內瓦聯合國大使及史瓦濟蘭出席WHA代表團團長等友邦代表都在現場陪同邱署長遞交抗議函，帛琉衛生部長及巴拿馬駐日內瓦聯合國大使亦隨後到場表達對中華民國參與的支持。[126]

### 蔡英文政府
- 2016年5月，新上任的蔡英文政府繼續以中華臺北名義參與世界衛生組織大會，並稱沒被矮化。[127]。
- 2017年5月，自2009年以來首次未能取得觀察員邀請函。期間台灣邀請到美國、德國、法國、英國、日本、澳大利亞、加拿大等7國共同參加多邊防疫會議。美國、德國、澳大利亞和多個國家也發言支持臺灣參與WHA[128]。衛福部長陳時中曾與剛當選下一任WHO幹事長的譚德塞不期而遇，當面向他表達希望以後有機會參加WHA。[129]
- 2020年5月11日，因為2019冠状病毒病在全球大流行及美國對付中國的崛起，美國不斷表態會支持臺灣重返世衛，但最終美國並未提案讓臺灣參與世衛，對此外交部長吳釗燮稱今年美國不會提案，僅由14邦交國提案。[130][131]
- 2020年5月29日，美國總統川普召開記者會宣布，終止與世衛組織的關係。對此衛生福利部部長、中央流行疫情指揮中心指揮官陳時中表示，還要看美國進一步的說明，站在台灣的立場，希望可以爭取與美國有更多的合作機會，讓防疫工作可以做得更好，也建議未來若美國真的退出世衛，世界應該要建立一個新的平台，一旦有新興疾病可以儘速反應，台灣也會積極爭取加入新的平台。[132]
- 2023年5月，在多次爭取加入WHA未果後，時任衛福部長薛瑞元稱永遠不會放棄爭取[133]；世界衛生組織官員曾表示台灣的觀察員問題由該組織194個會員國考慮和決定[134]，薛瑞元稱世界衛生組織的秘書處即可決定是否讓台灣加入觀察員[135]。

## 中華人民共和國政府立場
- 由於世界衛生組織作為聯合國的分支機構，必須是具備主權國家資格方可參與的國際組織，中華人民共和國政府基於其一貫的態度，反對台灣以任何實體名義參與需要以主權國家身分才能加入的組織，對於台灣以一個中國名義共同參與則表達開放與歡迎。
- 承上，中華人民共和國政府主張台灣可以循香港與澳門模式入中國代表團，以「副會員」資格參與世界衛生組織，因為香港及澳門的衛生及檢疫系統同樣跟中國大陸的體系不同。[136][137]
- 中華人民共和國政府表示沒有「衛生實體」這種説法，並邀請台灣醫療技術人員加入中華人民共和國代表團共同參與世衛；這個提議遭到中華民國的鄭重拒絕。中華人民共和國政府认为，虽然疾病無國界，但世界衛生組織只允许主權國家参加是不争的原则，在这点上是绝不让步的。
- 中華人民共和國政府表示，台灣要求加入世卫是有政治目的，如果允許台灣加入到世衛組織，這將被用作宣佈台灣獨立的藉口。
- 中華人民共和國政府表示台灣加入世界卫生组织，不会促进台灣在卫生领域与国际社会的联系，因為中華人民共和國政府已妥善照顧台灣人民的衛生權利。

### 胡錦濤政府
- 2005年，國共兩黨共同發表「兩岸和平發展共同願景」，提出在促進恢復兩岸協商後，討論台湾關心的參與國際活動的問題，包括優先討論參與世界衛生組織活動的問題。[138]
- 2005年，歐美國家首度提議支持台湾有意義參與WHO技術性活動與會議，中華人民共和國衛生部在同年7月與秘書處簽下「秘密備忘錄」。「秘密備忘錄」要求中華民國的醫療衛生專家要參加WHO會議，必須在五週前提出申請，並轉中華人民共和國衛生部審核；必須以個人身分出席，層級要在處長以下；會議資料要註明來自「中國台灣」的專家；中華民國發生重大疫情時須由中華人民共和國衛生部認定；是否需WHO衛生專家協助台湾需要由中國衛生部同意。[139]2007年上半年，該份備忘錄被曝光。[140]
- 2008年12月31日，中國共產黨中央委員會總書記胡錦濤在「告台灣同胞書」發表30週年座談會稱，對於台湾參與國際組織活動問題，在不造成「兩個中國」、「一中一台」的前提下，可以通過兩岸務實協商作出合情合理安排。
- 2009年4月30日，中共中央台灣工作辦公室發言人楊毅稱，邀請台灣參加该年的世界衛生大會，體現中國大陆当局致力于推動兩岸關係和平發展的誠意。

### 習近平政府
- 2017年5月8日，中共中央台灣工作辦公室發言人安峰山表示，民進黨當局拒不承認體現一個中國原則的「九二共識」，為台灣參加世衛大會設置障礙，責任完全在民進黨當局。[1]
- 2020年1月21日，台灣確認出現第一個2019冠状病毒病病人，世界衛生組織於1月22日召開緊急會議商討此次疫情，會議並未邀請台灣，台灣成為唯一有移入個案而未獲邀請的地方[66]。中華民國政府呼籲中華人民共和國政府公開疫情資料及要求加入世界衛生組織，指世衛不應排除台灣對抗疫情[68][69]。中华人民共和国外交部发言人耿爽否认将台湾排除在世卫组织之外会影响台湾应对当前疫情[70]。耿爽還表示，没有人比中央政府更关心台湾同胞的健康福祉，国家卫生健康委在疫情后及时主动向台湾地区通报疫情信息，台灣參與國際組織須在「一個中國原則」下安排，根據中方與世界衛生組織的達成的共識，台灣專家可以參加世界衛生組織的相關會議[70][68]。

- 2020年5月，赵立坚表示，台湾技术专家参加世卫组织技术活动是顺畅的，自2019年有24位台湾技术专家参与世卫组织技术活动；他反對“炒冷饭”（藉疫情搞政治操弄）。[141][142]
- 2023年5月，WHA拒絕台灣媒體中央通訊社入場採訪，稱必須持台胞證或中華人民共和國護照始得放行。工作人員受訪時表示，中國施壓WHA且要求WHA必須向他們報告一切，「他們（中國）知道所有的事情，我非常抱歉。」[143]
- 2024年5月，中华人民共和国外交部表示，鉴于民进党拒绝九二共识、坚持台独立场，“中方决定不同意台湾参加今年世卫大会”。[144]

## 世界衛生组織的三類成员
- 第一類會員：世界卫生组织是联合国负责卫生的专门机构，由194个聯合國会员国[145]通过世界卫生大会进行管理。联合国成员国的所有国家可通过接受世界卫生组织的《组织法》成为其会员国。其他国家可在其申请经世界卫生大会简单多数票批准后被接纳为会员国。目前世界卫生组织的会员有194个国家，都是具有主权的国家。
- 第二類副会员：是指不具备主权和外交权的從屬國可以由负责其外交事务的会员国申请，成为它的副会员。目前全球只有两个地区波多黎各和托克劳是世界卫生组织的副会员。
- 第三类世界卫生大会观察员：指一个国家提出会籍申请以后，在这个申请没有经过世界卫生组织的组织法、程序接纳之前，由世界卫生组织的总干事考虑工作实际需要，可以邀请这些提出申请的国家，作为世界卫生大会的观察员参加会议。世界卫生组织中的觀察員资格包括主權國家、準主權國家及非政府組織。沒有投票權及人事分配權，每年僅可參與一週的世界衛生大會，無法取得關於世衛的重要文件。[146]

觀察員并不受主权国家的限定，但是根據世界衛生組織的規定，世衛認定的非主權領地若要加入世界衛生組織，需要主權國代為申請。根據《世界衛生大會議事規則》第三條第二項的規定，幹事長得邀請觀察員參與世界衛生大會，而邀請對象則有三類：
1. 「已提出會籍申請的國家」
2. 「已代為申請為副會員的領地」，
3. 「雖經簽署但尚未接受組織法的國家」。

馬英九政府时期，台湾曾以“中华台北”的名义，以观察员身份参加世界卫生大会。反對人士認為民進黨政府時期所推動的會員案並不被馬政府所採用，世衛幹事長也因此不會以第一類的身份邀請中華民國。而另一方面，中華民國並未簽署世衛組織法，當然也無法以第三類的身份，接受幹事長的邀請擔任觀察員。在此一客觀認識下，所謂「已代為申請為副會員的領地」，極有可能被視為中華民國被邀請成為觀察員的身份意涵。反對人士認為中華民國目前觀察員身份及名稱與參與世衛大會的作法，極可能遭中華人民共和國政府宣稱臺灣是其主權的一省之圈套。

## 其他国家意见

### 支持
- 2002年3月14日，歐洲議會通過決議，支持台湾以觀察員身份參與世界衛生組織的世界衛生大會。
- 2003年5月18日，美国衛生部長湯普森（英语：Tommy G. Thompson）首次代表美國表示支持台湾成為世界衛生組織觀察員資格的申請，並表示這能協助台灣對抗SARS疫情。但因总务委员会中共有27个国家发言反对入会案，仅7国发言支持，入会案再度宣告流产[148]。
- 2004年6月15日，美国總統布希簽署法令推動中華民國成為世界衛生組織的觀察員，授權國務卿擬定計劃，在世界衛生組織年會上支持並為中華民國取得觀察員地位。[149]
- 2006年5月18日，歐洲議會通過一項有關台湾的決議案中，表達支持台湾參與世界衛生組織的立場。[150]
- 2006年8月13日，英國國會下議院外交委員會（英语：Foreign Affairs Select Committee）13日於「東亞報告」中，建議英國政府應尋求歐盟繼續維持對中華人民共和國出售武器禁令、支持中華民國取得世界衛生組織「完全會籍」（full membership）、英國政府增加與中華民國政治層面接觸。
- 2007年3月，日本外務大臣麻生太郎表示，日本如往年一樣支持中華民國參與WHA對於中華民國持續爭取成為世界衛生大會觀察員，台日兩國距離很近，一旦發生禽流感或病毒蔓延，日本受波及的機率最高，盼各國也支持中華民國。[151]
- 2007年4月9日，日本外務省表示，日本支持中華民國以觀察員身分參與世界衛生大會的立場維持不變，並期待中華民國今年可以成功與會。日本自2004年以來，每年都投票支持中華民國以觀察員身份參與世界衛生大會。
- 2007年4月，歐洲議會「歐洲自由暨民主黨團」主席華森，怒斥持續將中華民國排斥在諸如世衛等全球體系是一種不公不義的事。
- 2007年4月，比利時眾議院26日通過兩項決議案，分別要求比利時聯邦政府透過外交途徑，呼籲北京撤除對中華民國部署的飛彈，以及要求世界衛生組織採取積極措施，解決台湾參與世衛組織的問題。关于「台灣在世界衛生組織之地位」之決議案，要求比國聯邦政府促請世界衛生組織儘速研究適合中華民國參與該組織之方式（比照台灣參與世界貿易組織模式），並提出一項正式且恆久解決世衛與中華民國間科學、技術暨設備合作之議定書。
- 2007年4月，瑞士聯邦議會下院要求瑞士政府支持台湾加入世界衛生組織，或至少在會員國投票表決案時，瑞士棄權。
- 2007年5月，加拿大代表首度在世界衛生大會上發言支持中華民國。
- 2007年5月，美国代表團長、衛生部長李維特（英语：Michael O. Leavitt）致函世衛幹事長陳馮富珍，籲請支持中華民國以觀察員身分出席世界衛生大會及有意義地參與世衛各項活動。
- 2007年5月，日本外務省表示台灣地理的接近以及因應全球防疫擴散的問題來看，中華民國繼續爭取成為世衛大會的觀察員是很重要的事，也是理想的方式，日本繼續支持中華民國爭取以觀察員身份參與世衛大會。
- 2007年6月13日，歐洲議會友台小組主席亞森柏斯基要求歐洲聯盟輪值主席國德國政府應要求世界衛生組織，在中華民國設立一個國家性的中心，使得2300萬台灣人民也能參與防止及對抗流行性傳染病的威脅。
- 2007年6月，歐洲議會議員、歐洲議會環保、公共衛生暨食品安全委員會主席歐茲基20日發布聲明再度要求世界衛生組織幹事長陳馮富珍，把中華民國納入國際衛生條例（IHR）架構內。
- 2009年4月9日，日本外務發言人（日语：外務報道官）表示，日本支持中華民國以觀察員身分參與世界衛生大會的立場維持不變，並期待中華民國今年可以成功與會。 日本自2004年以來，每年都投票支持中華民國以觀察員身份參與世界衛生大會。
- 2009年4月30日，美国國務院例行簡報表示，美國歡迎世界衛生組織邀請中華民國出席今年的世界衛生大會。
- 2009年4月30日，新加坡外交部發表聲明，對中華民國今年能以「中華台北」名稱的觀察員身分參加世界衛生大會表示歡迎，並體現了台海兩岸最近擱置爭議以進行互利合作的正面發展，符合全球社群的利益。
- 2009年4月30日，加拿大外交部长甘農（英语：Lawrence Cannon）發表聲明，對中華民國獲邀以觀察員身份出席將於5月18日至27日在日內瓦舉行的世界衛生大會（WHA）表示歡迎。加拿大長期以來強調中華民國有意義參與國際衛生社會的重要性，在全世界又面臨可能快速蔓延傳染性疾病之際，更凸顯中華民國參與世界衛生組織的重要。
- 2009年5月8日，歐洲聯盟發表聯合聲明，支持中華民國參與WHA，認為這有助於兩岸和解，以及維持東亞地區的安全。
- 2009年5月18日，中華民國代表團出席WHA大會，世界衛生大會18日公布出席代表名冊，中華民國以「中華台北」名稱列觀察員部分，以“Dr. Chin-Chuan Yeh”（葉金川醫師）稱呼中華民國代表團團長，並列出他的正式官銜“Minister, Department of Health”（衛生署長）。中華民國代表團其他11位衛生署官員也以同樣方式呈現，陳培哲、陳建仁、張上淳等三位專家的頭銜為「教授」，職稱是「專家」。美國衛生部代表看到葉金川主動趨前道賀「IT'S TIME」，強調台灣也該來了。坐在隔座的紅十字會與紅新月會國際聯合會（IFRC）向葉金川說「你們終於來了，我們等了你們好久」。
- 2009年5月19日大韓民國外交部網站談到支持和歡迎中華民國出席「世界衛生大會」的消息。出席的中華民國代表衛生署長葉金川表示，美國歡迎中華民國用Chinese Taipei的名義，歐盟是歡迎Chinese Taipei參加，中華人民共和國代表團也主動向代表團致意雙方是以「部長」、「署長」官銜互稱。
- 2010年4月22日，美國國務院表示繼續支持中華民國有意義的參與世界衛生組織（WHO），包括以觀察員身分出席世界衛生組織年會（即WHA），美國政府將向世衛幹事長確認世衛對中華民國發出將於5月17日－5月21日舉行的第63屆WHA大會邀請函。 美國國會決議，每年世衛大會開會前美國國務院須向國會說明美國立場及作法，美國的目標是「世衛每年定期邀請台灣」，並讚揚中華民國代表團2009年會議建設性的意見，也期待中華民國專家對全球公共衛生有所貢獻。
- 2023年5月，包含歐洲議會、歐盟27國、英國、瑞士、加拿大共926位國會議員聯名致函，呼籲谭德塞將台灣納入WHA。[152]
- 2024年5月1日，美國國務卿布林肯表示美国强烈鼓励世界卫生组织恢复邀请台湾以观察员身份参加當年的世卫大会[153]。5月24日，日本內閣官房长官林芳正表示，包含日本在内的七大工业国集团（G7）国家都表明支持台湾参加世卫大会。[154]

### 反對
- 古巴與巴基斯坦多次在世界卫生大会發言反對中華民國成為觀察員。[155][156][157][158][159][160]